# Rue de Montholon
Pour les articles homonymes, voir Famille de Montholon.
La rue de Montholon est une voie du 9e arrondissement de Paris, en France.

## Situation et accès
La rue de Montholon est une voie publique, d'une longueur de 300 mètres située dans le 9e arrondissement de Paris, quartiers Faubourg-Montmartre et Rochechouart ; elle débute au 85, rue du Faubourg-Poissonnière et se termine au 2, rue de Rochechouart et 42, rue Cadet.
La rue Montholon est desservie par la ligne 7 aux stations Poissonnière et Cadet.

## Origine du nom
Le nom de la rue fait référence à Nicolas de Montholon (1736-1809), conseiller d'État en 1780, qui avait son hôtel au 23, boulevard Poissonnière.

## Historique

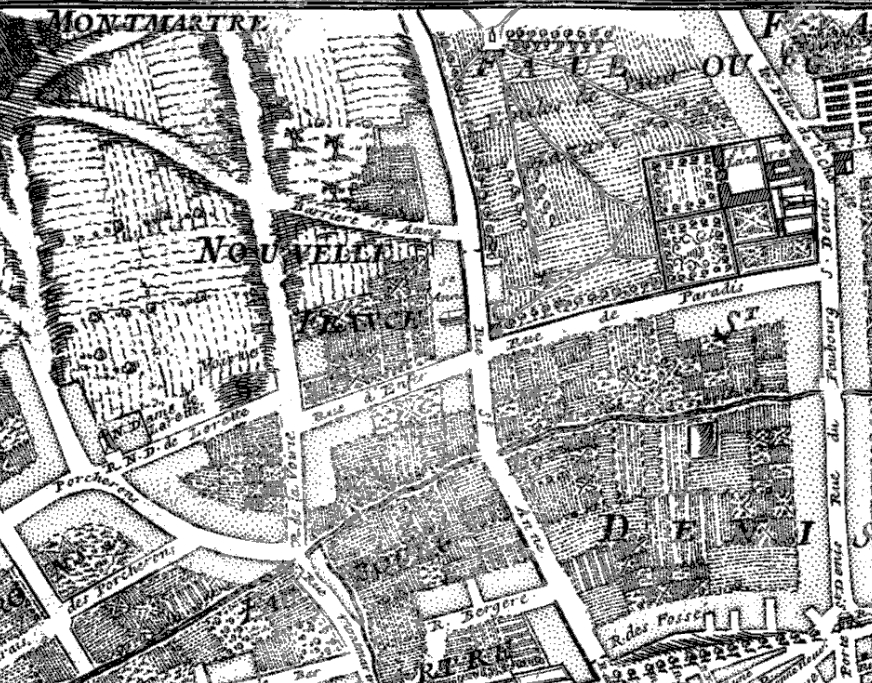
La Nouvelle France en 1705, où fut ouverte la rue de Montholon. On y voit la rue d'Enfer, la rue Sainte-Anne et la chapelle Sainte-Anne, la barrière Sainte-Anne, la rue de la Voirie avec dans la continuité la rue de Rochechouart (non écrit sur le plan).

Lors de sa création, la rue de Montholon faisait partie du 2e arrondissement de Paris, quartier du Faubourg-Montmartre. Elle est ouverte en 1780, en même temps que les rues Riboutté et Papillon par lettres patentes du 2 septembre 1780 : 
« Louis par la grâce de Dieu roi de France et de Navarre, à nos amés et féaux conseillers, les gens tenant notre Cour de Parlement, à Paris, salut.
Nos bien-amés le sieur Lenoir, architecte, et compagnie, nous ont fait exposer qu'ils ont fait l'acquisition d'un terrain sis entre les rues Rochouart, la barrière Sainte-Anne et la rue Bellefond ;
 que ce terrain, susceptible de pouvoir y établir des maisons et d'y former 3 rues, qui, en embellissant ce canton et lui donnant une valeur utile, lui procureront en même temps leur secours et la sûreté nécessaires aux extrémités de la ville ;
qu'en conséquence, ils ont fait dresser un plan des opérations qu'ils projettent de faire, mais que, ne pouvant le mettre à fin sans notre expresse autorisation, ils nous faisaient très humblement supplier de vouloir bien leur accorder nos lettres sur ce nécessaires. 
À ces causes, de l'avis de notre Conseil qui a le plan du terrain vu sur lequel sont tracées les rues projetées par les dits sieurs Lenoir et compagnie ; 
ensemble la délibération prise par les prévôts des marchands et échevins de notre bonne ville de Paris, l'un et l'autre cy-attachés sous le contre scel de notre chancellerie, et de notre grâce spéciale, pleine puissance et autorité royale, nous avons permis et autorisé par ces présentes signées de notre main, permettons, autorisons, voulons et nous plaît ce qui suit :
- Article 1 : il sera ouvert, aux frais des dits sieurs Lenoir et compagnie, 3 nouvelles rues de 30 pieds (9,75 mètres) de large chacune, sur le terrain qui leur appartient entre les rues Rochouart, d'Enfer, la barrière Sainte-Anne et la rue Bellefond, la principale desquelles rues traversera le dit terrain dans toute sa longueur, débouchera d'un côté dans la rue Sainte-Anne, et de l'autre dans la rue Rochouard et sera nommée rue Montholon.

- Article 2 : au milieu de la dite rue de Montholon sera formé un carrefour par la réunion des deux autres rues : l'une nommée rue Papillon, qui débouchera au carrefour de la rue Sainte-Anne et de la dite d'Enfer et l'autre, nommée rue Riboutté, qui débouchera au milieu ou environ de la dite d'Enfer, le tout ainsi qu'il est tracé au plan ci-dessus.
- Article 3 : le premier pavé des dites rues sera également aux dépens des sieurs Lenoir et compagnie, conformément aux clauses du bail du pavé de Paris ; et le dit pavé sera ensuite employé dans les états d'entretien et renouvellement, à notre charge, ainsi que le nettoiement, illumination et sûreté des dites rues.
- Article 4 : l'alignement des dites rues sera donné conformément au dit plan, en la présence des sieurs prévôts des marchands et échevins, et du sieur Mignot de Montigny, trésorier de France, que nous avons pour ce député, et par le Maître général des bâtiments de la ville ; et les pentes du pavé seront réglées en présence des mêmes commissaires, par le dit Maître général des bâtiments de la Ville et par l'Inspecteur général du pavé de Paris.
- Article 5 : enjoignons au Président trésorier de France, à Paris, et aux prévôts des marchands et échevins de la dite Ville, de tenir la main et de se conformer à l'exécution des présentes et du dit plan, dont copie sera déposée à leurs greffes ; si vous mandons que ces présentes vous ayez à faire registrer, et le contenu en icelles garder et observer selon sa forme et teneur, cessant et faisant cesser tous troubles et empêchements, et nonobstant toutes choses à ce contraires, car tel est notre plaisir ; en témoin de quoi nous avons fait mettre notre scel sur ces dites présentes.

Donné à Versailles le 2e jour de septembre, l'an de grâce 1780 et de notre règne le 7e.
Signé Louis. »
En 1792, Napoléon Bonaparte et Louis Antoine Fauvelet de Bourrienne projettent de spéculer sur les maisons en cours de construction dans la rue en les rachetant afin de les sous-louer. Le projet est abandonné du fait des prix trop élevés pratiqués par les propriétaires.
Par ordonnance 1833, la rue est alignée :
- « Article 1 — Sont arrêtés ainsi qu'ils sont tracés sur les plans ci-annexés, conformément aux procès-verbaux des points de repère transcrits sur les dits plans, les alignements des voies publiques de Paris ci-après désignées, savoir : rues Beauregard, Bellefond, Bergère, Bleue, Bochard-de-Saron, de la Boule-Rouge, Buffault, Coquenard, Cretet, Montholon, Papillon, Pétrelle prolongée, Ribouté, Richer, Turgot, avenue Trudaine.
- Article 2 — Il sera procédé conformément aux lois et règlements en vigueur, ou tout ce qui pourra concerner soit les réparations d’entretien, soit la démolition, pour cause de vétusté, des bâtiments qui excèdent les alignements ainsi arrêtés, soit les terrains à occuper par la voie publique ou par les particuliers, soit enfin les indemnités qui seront dues de part et d'autre pour la cession de ces terrains.
- Article 3 — Notre ministre secrétaire d’État au département du Commerce et des Travaux publics est chargé de l'exécution de la présente ordonnance.

Donné au palais des Tuileries, le 23 août 1833.
Signé : Louis-Philippe Ier. »
Après la manifestation du 15 mai 1848, Auguste Blanqui qui se cachait dans cette rue y fut arrêté.

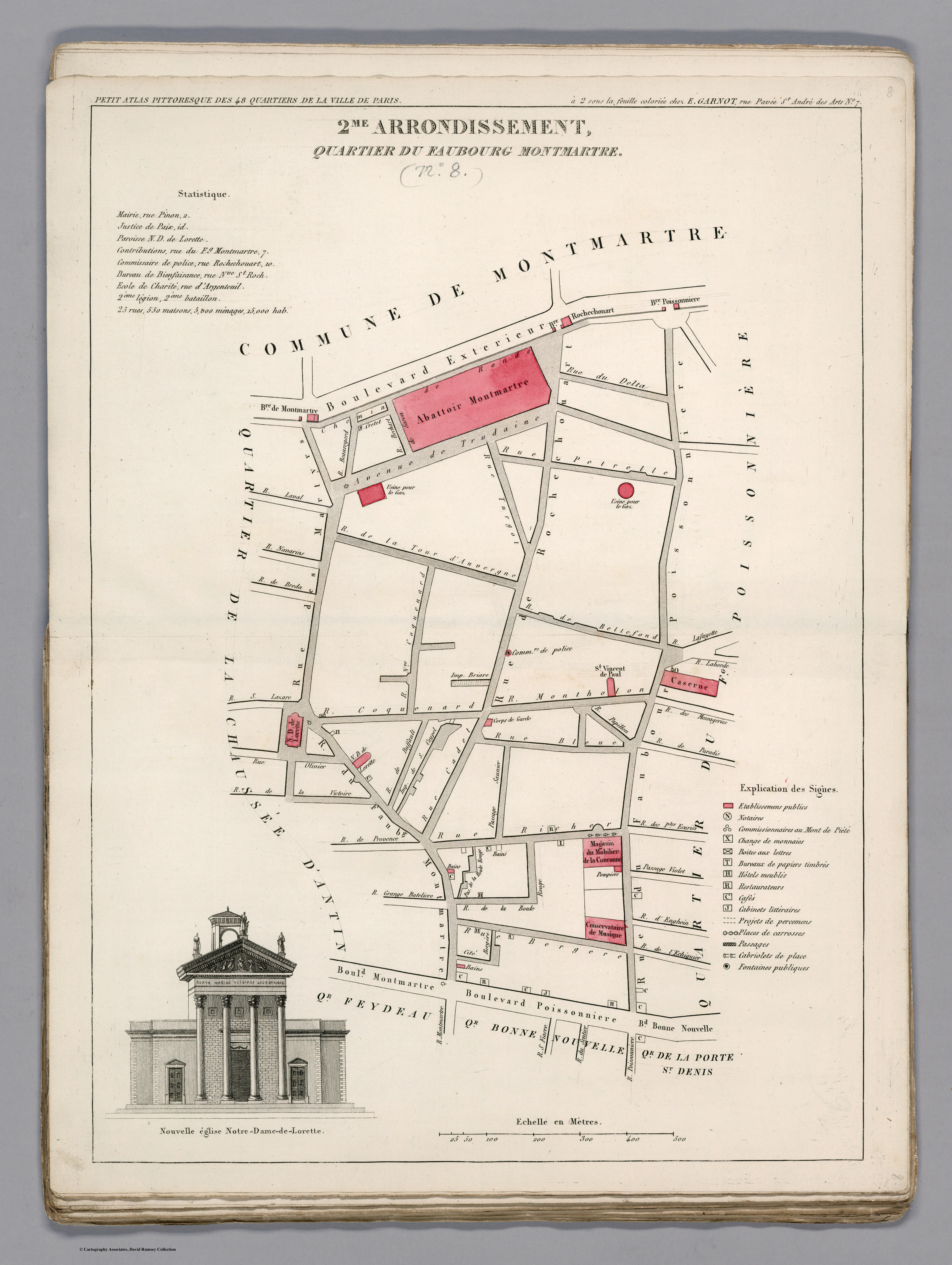
Plan du quartier du Faubourg Montmartre dans l'ancien 2e arrondissement en 1834.

En application du décret d'utilité publique de 1859, la rue de Montholon est coupée en deux et la petite église Saint-Vincent-de-Paul est démolie pour livrer passage à la rue Lafayette. Un jugement rendu en l'audience publique de la première chambre du Tribunal civil de première instance de la Seine, à la date du 26 mars 1859, déclare expropriés les immeubles nos 19, 21, 23 (en partie), nos 25, 27, 29, 31 et 33.

### Chapelle Saint-Vincent-de-Paul
La paroisse Saint-Vincent-de-Paul est créée par un décret de messidor de l'an XII (juillet 1804). Ce nom lui est donné car le territoire dévolué à cette paroisse s'étend sur une partie des dépendances de la Maison de Saint-Lazare, où Saint Vincent de Paul mourut le 27 septembre 1601. Une chapelle, située au no 6 de la rue, est alors construite, contenant à peine 200 chaises en remplacement de l'ancienne chapelle Sainte-Anne sise rue Sainte-Anne. Elle est bâtie en bois et en plâtre et dénommée « Saint Vincent de Paul-Montholon ».
Le quartier étant en expansion constante, il est décidé la construction d'une église en remplacement de la chapelle, devenue trop petite, au sommet d'une butte située à proximité située sur le terrain du clos Saint-Lazare. 
On peut lire dans Le Petit Journal du 5 mars 1863 : 
« Tout le monde a remarqué comme nous, rue Montholon, une ancienne église qui, au lieu de bancs, avait des tables en chêne, et pour fidèles des buveurs de bière. La chose était assez triste et cette transformation d'un lieu jadis sanctifié par les pratiques religieuses était pénible à voir. Ce spectacle a disparu. L'ancienne petite église Saint-Vincent-de-Paul vient d'être démolie pour livrer passage à la rue Lafayette prolongée. Construit au commencement du Premier Empire, ce monument était encore, en 1810, entouré de terrains vagues et de jardins dont quelques-uns existent encore, et en 1848 elle logeait un club. »

## Bâtiments remarquables et lieux de mémoire
- Nos 6-8 : emplacement de l'ancienne chapelle Saint-Vincent-de-Paul construite en 1805 qui devint chapelle protestante, puis une brasserie[13] et qui était « dans un état déplorable » en 1844[14]. Elle a disparu lors de la construction de l'église Saint-Vincent-de-Paul de la place Franz-Liszt[13].
- No 7 : Franz Liszt (1811-1886) y logea dans un appartement et y donna des cours dès 1828[15],[16],[17].
- No 9 : le docteur Paul Gachet (1828-1909) y demeura[18].
- No 12 : Charles Legentil (1788-1855), homme politique y réside.
- Nos 22 à 26 : emplacement du square Montholon et de la rue Lafayette.
- Nos 17 à 25 : emplacement de la rue Lafayette.
- No 22 : César Franck (1822-1890) y habite avec ses parents en 1836[16],[17].
- No 26 : Immeuble construit en 1865, qui a abrité le syndicats CFTC puis de 1964 à 1990 le syndicat CFDT, rénové en 1966 par l'architecte Bernard Casnin[19].
- No 28 : 
  - Étienne Méhul (1763-1817) y vécut et y mourut de la tuberculose[20],[16],[13].
  - Stéphane Grappelli y a vécu[17]
- No 30 : consulat du Venezuela dans les années 1920[21].
- No 35 :
  - Jean Andrieu (1816-1895), photographe, y possède son atelier[22].
  - Les bureaux de Hara-Kiri et Charlie Hebdo y étaient situés à leurs débuts[23],[24].
- No 37 : Librairie « Au Troisième Oeil », spécialisé dans le roman policier  et la criminologie[19].
- No ? : Eugénie Foa (1796-1852), y demeure et y décède[25]
- No ? : Adolphe Albert (1855-1938), artiste peintre, graveur et militaire y est né[26]